# Уигфолл, Луис
Лу́ис Тре́зевант Уи́гфолл (англ. Louis Trezevant Wigfall; 21 апреля 1816, Эджфилд, Южная Каролина — 18 февраля 1874, Галвестон, Техас) — американский политик, сенатор США от Техаса, член Демократической партии. Уигфолл входил в группу ведущих сепаратистов юга, известных как пожиратели огня, выступавших за сохранение и расширение рабства.

## Биография

### Ранние годы
Луис Уигфолл родился на плантации рядом с Эджфилдом, штат Южная Каролина, в семье Леви Дюрана и Элизы Томпсон Уигфолл. Его отец, умерший в 1818 году, до переезда в Эджфилд был успешным торговцем в городе Чарльстон. Его мать была из рода французских гугенотов Трезеван. Она умерла, когда Луису было 13 лет. Старший брат Луиса, Хэмден, был убит на дуэли, а другой, Артур, стал епископом Епископальной церкви.
До 1834 года Уигфолл работал частным учителем, после чего год учился в Rice Creek Springs School, военной школе для детей аристократов около Колумбии. Затем Уигфолл поступил в Виргинский университет, где вызвал на дуэль оскорбившего его студента, однако конфликт был решён миром.
В 1836 году Уигфолл поступил в колледж Южной Каролины (ныне Университет Южной Каролины), чтобы завершить своё образование, однако занятия часто пропускал. Он проявлял интерес к юриспруденции, принимал участие в дискуссионных клубах, и писал послания на тему прав студентов. Однако больше времени Уигфолл проводил в тавернах, а не на занятиях. Чтобы принять участие в Третьей Семинольской войне во Флориде, он на три месяца оставил учёбу. В этой войне Уигфолл дослужился до звания лейтенанта добровольцев. Однако несмотря на плохую учёбу, ему удалось окончить колледж в 1837 году. Во время учёбы лучшим другом Уигфолла был Джон Лоуренс Мэннинг, который позже стал губернатором Южной Каролины.
В 1829 году Уигфолл вернулся в Эджфилд, где стал руководить адвокатской конторой своего брата. Однако вскоре он растратил всё наследство и, имея склонность к пьянству и азартным играм, влез в долги. Чтобы поддерживать такой стиль жизни, Уигфолл назанимал денег у своих друзей, в том числе у троюродного брата и будущей невесты Шарлотты Марии Кросс, на которой он женился в 1841 году. Она была дочерью известного адвоката и бывшего инспектора штата Южная Каролина полковника Джорджа Уоррена Кросса. Однако работа простым клерком не устраивала темпераментного и целеустремлённого Уигфолла, а также оказалась не такой прибыльной, как он надеялся.

### Начало политической карьеры
На губернаторских выборах в Южной Каролине в 1840 году Уигфолл активно поддерживал кандидатуру Джона Питера Ричардсона II в борьбе против более радикального Джеймса Генри Хэммонда, которая привела к публичным дискуссиям и оскорблениям. В течение пяти месяцев Уигфоллу пришлось участвовать в драке, двух дуэлях, а также его обвинили в убийстве. Эта вспышка политического насилия завершилась в 1840 году на острове посреди реки Саванна вблизи Огасты, штат Джорджия, где Уигфолл во время дуэли с будущим конгрессменом Престоном Бруксом был ранен в оба бедра. Хотя Хэммонд проиграл выборы, он попытался примирить двоих горячих молодых людей. Уигфолл в итоге стал адъютантом и подполковником в офисе губернатора Ричардсона, но никогда не был полностью удовлетворён результатом инцидента с Бруксом.
Такое начало политической деятельности и конфликт с Бруксом разрушили юридическую практику Уигфолла. В 1844 году его избрали делегатом съезда Демократической партии Южной Каролины, однако его взрывной характер и закулисные игры свели на нет его политические амбиции. У Уигфолла накопилось много медицинских счетов за лечение его болезненного малолетнего сына, который в конце концов умер. В счёт долга была конфискована его недвижимость в Эджфилде. Его двоюродный брат из Техаса, бывший губернатор Южной Каролины Джеймс Хэмилтон-мл., сделал Уигфолла партнёром в новой юридической фирме.
Репутация Уигфолла как дуэлянта часто преувеличивается, и преследовала его всю жизнь, даже когда он перестал участвовать в поединках после женитьбы. Тем не менее, он продолжал считать дуэльный кодекс важным «фактором в улучшении нравов и обычаев общества».

### Переезд в Техас
Приехав в Техас в 1848 году, Уигфолл стал партнёром Уильяма Окилтри в юридической фирме в Накодочесе, а затем обосновался в Маршалле. Вскоре Уигфолл опять вернулся в политику: с 1849 по 1850 год он был членом Палаты представителей Техаса, а с 1857 по 1859 год — сенатором Техаса. Уигфолл стал постоянным политическим противником Сэма Хьюстона. Когда Хьюстон баллотировался на пост губернатора в 1857 году, Уигфолл следовал за ним во время предвыборной поездки, критикуя его выступления в сенате штата во время каждой остановки в Хьюстоне и обвиняя в предательстве Юга. Он утверждал, что Хьюстон намерен выдвинуть свою кандидатуру на пост президента США и искал поддержки северных аболиционистов.

### Сенатор США
В 1859 году Законодательное собрание Техаса избрало Уигфолла в Сенат США, чтобы закончить срок умершего Джеймса Пинкни Хендерсона. После смерти Хендерсона в Сенат был назначен Маттиас Уорд, который служил там с 27 сентября 1858 года до избрания Уигфолла и приведения его к присяге 5 декабря 1859 года. Уигфолл ушёл из Сената 23 марта 1861 года. В том же году он был членом делегации от Техаса на Временном Конгрессе КША, на котором было сформировано временное правительство, а Джефферсон Дэвис избран президентом Конфедерации.

### Гражданская война
За несколько дней до начала боевых действий Уигфолл выступил за нападение на Форт-Самтер и Форт-Пикенс во Флориде, чтобы побудить Виргинию и другие северные штаты Юга присоединиться к Конфедерации. Он прибыл в Чарльстон, когда началась осада форта Самтер. Будучи адъютантом генерала Борегара во время бомбардировки форта Самтер, Уигфолл, не поставив в известность руководство, приплыл на лодке на остров, на котором находился форт, и потребовал капитуляции у майора Роберта Андерсона. Этот инцидент широко освещался в газетах и сделал его знаменитостью, однако не упоминалась одна важная деталь — Уигфолл не разговаривал с Борегаром на протяжении двух дней. Когда уполномоченные эмиссары прибыли в форт, они были потрясены, узнав, что Уигфолл предъявил Андерсону условия, которые Борегар уже отвергнул.
Благодаря обретённой славе Уигфолл был назначен полковником 1-го Техасского пехотного полка, а вскоре стал бригадным генералом «Техасской бригады». Он поселился рядом с лагерем своей бригады в таверне в Дамфрисе, Виргиния, где жил в течение зимы 1861—1862 годов. По ночам он часто призывал к оружию, так как ему грезилось вторжение войск федерации. Его нервозность объяснялась пристрастием к виски и крепкому сидру. Он неоднократно появлялся на службе и в неслужебное время перед своими подчинёнными в нетрезвом виде. В феврале 1862 года Уигфолл вышел в отставку, чтобы стать сенатором Конфедерации, а на его место был назначен Джон Белл Худ.

### Послевоенная деятельность
После окончания военных действий Уигфолл в компании техасских солдат с фальшивыми документами об условно-досрочном освобождении бежал в Техас. В 1866 году он уехал в Лондон, где занимался интригами, пытаясь спровоцировать конфликт между Великобританией и США. Вернувшись в США в 1870 году, Уигфолл купил шахту в Клиар-Крик. Он некоторое время жил в Балтиморе, штат Мэриленд, а в январе 1874 года переехал в Галвестон, штат Техас. Спустя месяц Уигфолл умер от инсульта и был похоронен на местном епископальном кладбище.